# Saint-Sever-du-Moustier
 Saint-Sever-du-Moustier  là một xã ở tỉnh Aveyron, thuộc vùng Occitanie ở miền nam nước Pháp.